# Slepa kužeta
Slepa kužeta (znanstveno ime Spalacinae) so poddružina glodavcev, ki jo uvrščamo v družino Spalacidae iz sorodstva miši, razširjeni po vzhodnem Sredozemlju in Srednji Aziji. Vanjo uvrščamo 13 vrst, običajno v enem samem rodu, Spalax, vendar več taksonomov priznava še en rod, Nannospalax.
Podobno kot ostali predstavniki družine Spalacidae so slepa kužeta prilagojena na življenje pod zemljo; po telesni zgradbi so to čokate živali z majhnimi okončinami brez repa in uhljev, zakrneli ostanki oči pa so prekriti s kožo. Odrasli največjih vrst zrastejo do 35 cm v dolžino in dosežejo 570 g telesne mase, najmanjši pa zgolj 100 g. Rove kopljejo z velikimi, močnimi sekalci, ki izraščajo naprej in molijo navzven tudi pri zaprtih ustih. Njihov kožuh je debel in mehak, zemeljskih barv s svetlejšim obraznim delom. Od smrčka do ušes potekata grebena iz trših čutilnih dlak po strani glave.
Kot ostali predstavniki družine so samotarski in se odrasli združujejo le kratek čas za parjenje. Vsaka žival si izkoplje sistem rovov za prehranjevanje in počivanje, vključno s kamricami za iztrebljanje in za shranjevanje zalog, ki lahko obsega več sto metrov rovov. Izdajajo jih gomile prsti na površju. Prehranjujejo se izključno z rastlinsko hrano, najraje s sočnimi podzemnimi deli rastlin, kot so gomolji, občasno pa se pasejo tudi na površju.  So izvorno stepske živali, zato so razširjeni v območjih s suho, lahko tudi delno peščeno prstjo, vendar nikoli v puščavah. Primerne razmere najdejo tudi na obdelovalnih površinah, zato jih ponekod obravnavajo kot škodljivce.

## Taksonomija
Skupina se je razvila v oligocenu na območju jugovzhodne Evrope in njeno skupno območje razširjenosti se razen kolonizacije vzhodnega dela Severne Afrike od takrat ni veliko spreminjalo. Ne prekriva se z območji razširjenosti ostalih poddružin. V taksonomskem in evolucijskem smislu so zanimivi zaradi majhne mobilnosti kot posledica življenja pod zemljo, ki je botrovala številnim geografsko omejenim rasam, pri katerih potekajo procesi nastajanja vrst. Vrste je težavno razločevati in taksonomi v preteklosti niso bili soglasni glede njihovega števila.
Po sodobnem konsenzu je prepoznanih 13 vrst v enem ali dveh rodovih:
- Spalax arenarius
- Spalax carmeli
- Spalax (Nannospalax) ehrenbergi
- Spalax galili
- Spalax giganteus
- Spalax golani
- Spalax graecus
- Spalax judaei
- Spalax (Nannospalax) leucodon
- Spalax microphthalmus
- Spalax (Nannospalax) nehringi
- Spalax uralensis
- Spalax zemni